# Catherine Booth-Clibborn

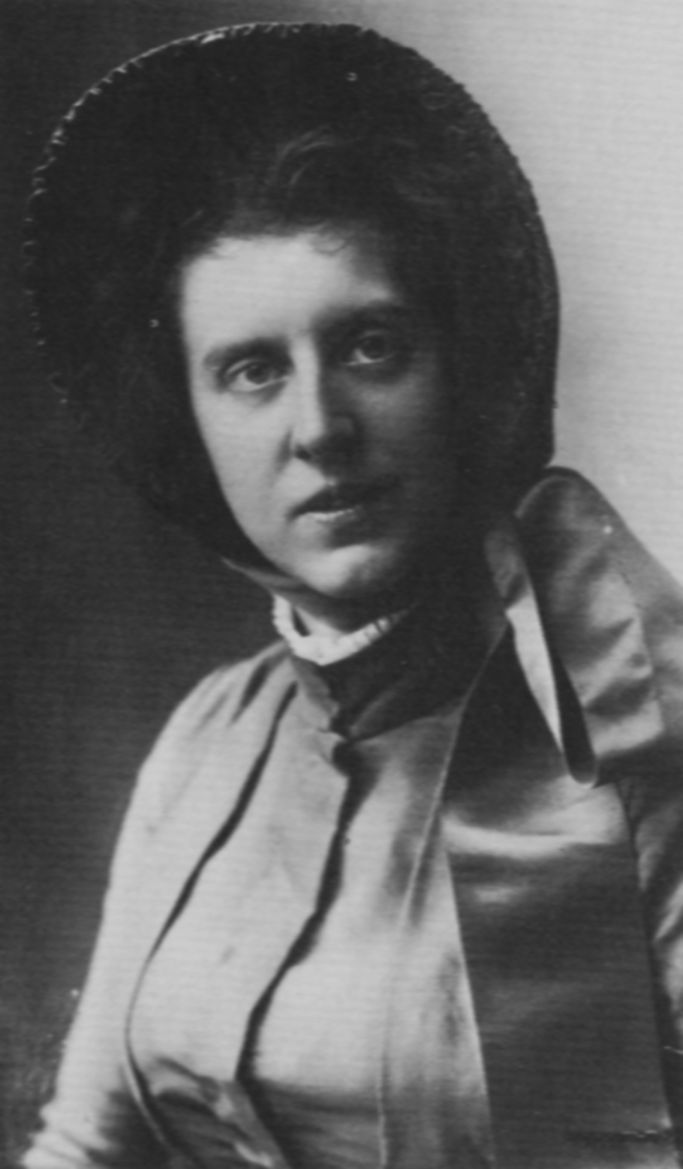
Catherine Booth-Clibborn

Catherine „Katie“ Booth-Clibborn (* 18. September 1858 in Gateshead als Catherine Booth; † 9. Mai 1955) war eine britische Offizierin der Heilsarmee. Sie war die älteste Tochter von William und Catherine Booth. Sie war auch bekannt unter dem Namen la Maréchale, die Marschällin.

## Leben

### Kindheit
Booth wurde 1858 in Gateshead geboren, wo ihr Vater als Pfarrer tätig war. Während ihrer Kindheit stand sie besonders dem Sekretär ihres Vaters, George Scott Railton, nahe, der zehn Jahre lang mit der Familie Booth zusammenlebte und ihr als spiritueller Mentor diente. Mit dreizehn Jahren wurde sie konfirmiert. Mit fünfzehn Jahren predigte sie 1876 zusammen mit ihrem Vater William auf der Jahreskonferenz der East London Cristian Mission.

### Heilsarmee-Offizier
Im März 1891 begann sie damit, die Heilsarmee in Frankreich zu etablieren. Als Hauptmann unterstanden ihr zwei Leutnants, die sie bei der Verkündigung des Evangeliums in Paris unterstützten. Eine von ihnen war Florence Soper, die später Kathies Bruder Bramwell Booth heiratete. Die drei Heilsarmeemitglieder trugen Sandwichboards, als die Polizei ihnen verbot, Flugblätter zu verteilen. Sie wurden nicht gut aufgenommen. Ihre Predigten an Straßenecken wurden oft von Menschen gestört, die sie mit Schlamm und Steinen bewarfen. Nach wiederholten Versuchen von Männern, sie mit ihren eigenen Hutbändern zu strangulieren, befestigten sie diese mit Nadeln, anstatt sie anzunähen. Sie zogen in Mietwohnungen, wo Prostituierte in ärmlichen Verhältnissen lebten. Sie machten nur langsam Fortschritte. Der Widerstand gegen die Missionsarbeit der Heilsarmee war heftig, die Konvertierten machten eine schwere Zeit durch und verloren manchmal ihre Arbeit. Die Zeitungsberichte über sie in Frankreich waren fast einmütig kritisch.
Schließlich zog Booth-Clibborn in die Schweiz, wo der Widerstand gegen die Heilsarmee noch stärker war. Die Behörden verboten ihr, Hallen für ihre Predigten anzumieten. Für das Abhalten einer Versammlung unter freiem Himmel bei Neuchâtel wurde sie verhaftet, vor Gericht gestellt, verurteilt und ausgewiesen.

### Die Familie Booth-Clibborn um 1900

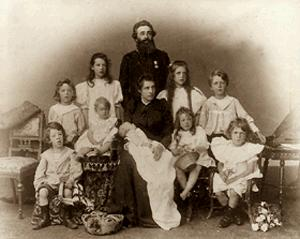
Familie Booth-Clibborn (um 1900)

Kathie Booth heiratete am 18. Februar 1887 im Alter von 28 Jahren Arthur Clibborn. Die Presse berichtete darüber und stellte fest, dass bei der Hochzeit mindestens 6.000 Menschen anwesend waren. Kathie und Arthur beschlossen gegen den Widerstand ihres Vaters, den Namen Booth-Clibborn anzunehmen. Sie bekamen insgesamt zehn Kinder, darunter war der Pfingstprediger William Booth-Clibborn. Nach der Geburt des zehnten Kindes im Januar 1902 trat die Familie aus der Heilsarmee aus, weil sie mit dem militärisch geprägten Stil unzufrieden war. Auf Wunsch ihres Mannes reisten Kathie, Arthur und die zehn Kinder zum Sektenführer John Alexander Dowie nach Zion City, ein Township etwa 40 Meilen nördlich von Chicago. Kathie Booth-Clibborn glaubte nicht an Dowies grandiose Behauptungen – im Jahr 1901 erklärte er sich selbst zum zurückgekehrten Propheten Elija und im Jahr 1904 zum ersten Apostel Jesu Christi – und fühlte sich von seiner Kritik an ihrem Vater angegriffen, obwohl sie sich selbst von ihrer Familie und der Heilsarmee entfremdet hatte. Für den Rest ihres Lebens hatte sie fast keinen Kontakt mehr zu ihrem Vater und den Geschwistern, die in der Heilsarmee blieben.

### Spätere Jahre

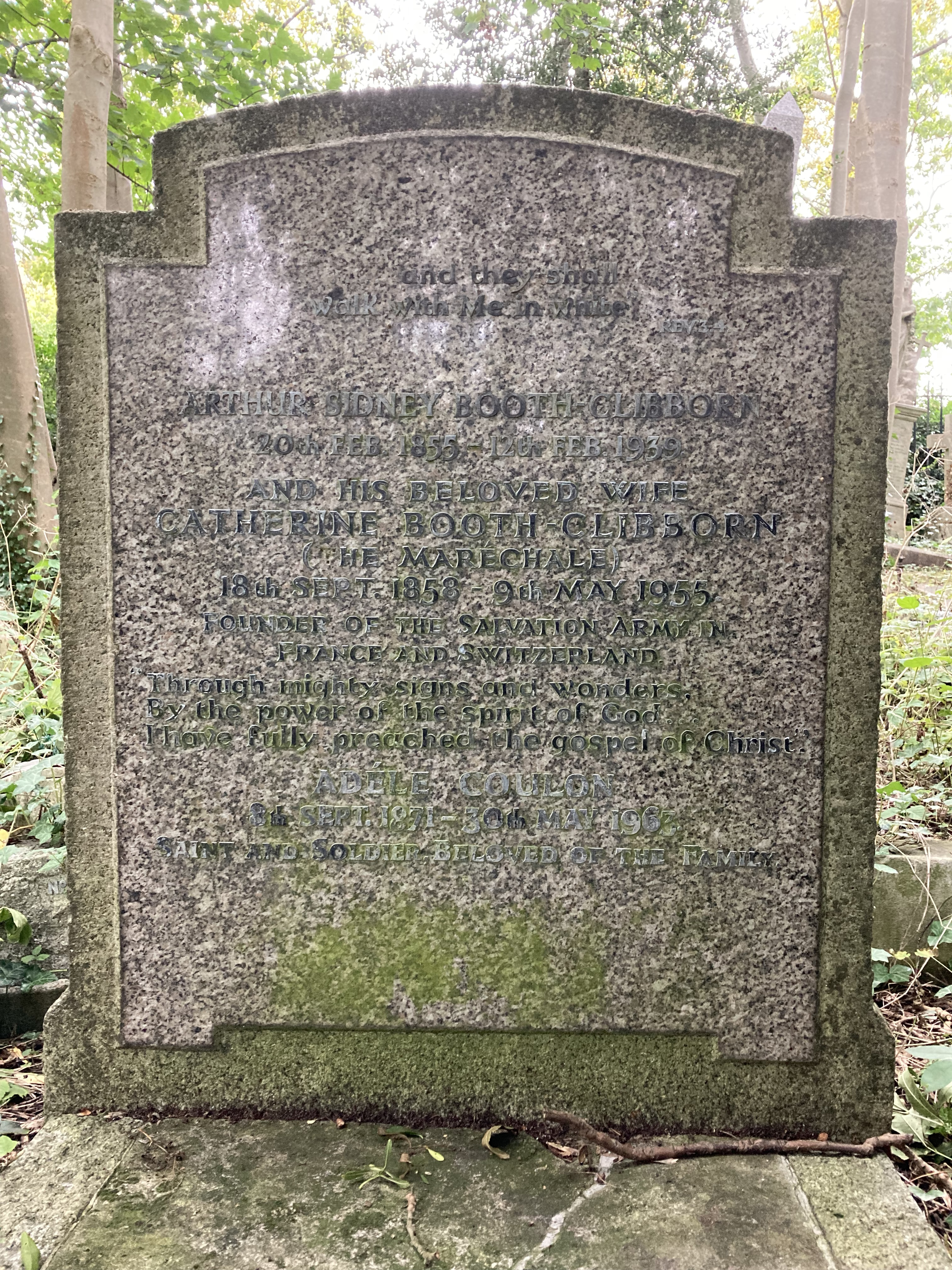
Grab von Arthur und Catherine Booth-Clibborn auf dem Highgate Cemetery

Nachdem sie sich im Jahr 1906 der Pfingstbewegung angeschlossen hatten, setzten die Booth-Clibborn-Familienmitglieder ihre Predigten fort. Sie verbreiteten für den Rest ihres Lebens das Evangelium als reisende Evangelisten in Europa, den Vereinigten Staaten und Australien. Nach Catherine Booth-Clibborn wurde das Kathie-Booth-Haus der Heilsarmee für Frauen und Kinder auf der Flucht vor Gewalt benannt, das sich in Vancouver in der Provinz British Columbia in Kanada befindet.
Nach ihrem Tod mit 97 Jahren durch eine doppelseitige Lungenentzündung im Jahr 1955 wurde sie auf dem Friedhof Highgate Cemetery beigesetzt. Wegen des früheren Streits mit ihrem Vater und ihren Geschwistern wollte sie nicht neben ihren Eltern und Geschwistern auf dem Friedhof Abney Park Cemetery begraben werden.
Ihr Enkel Stanley Eric Francis Booth-Clibborn wurde anglikanischer Bischof von Manchester.